# رولز-رویس پرگرین
رولز-رویس پرگرین (به انگلیسی: Rolls-Royce Peregrine) یک موتور هواگرد ساختِ کارخانهٔ رولز-رویس لیمیتد در کشور بریتانیا است.